# Dyseuaresta apicalis
Dyseuaresta apicalis är en tvåvingeart som beskrevs av Friedrich Georg Hendel 1928. Dyseuaresta apicalis ingår i släktet Dyseuaresta och familjen borrflugor.
Artens utbredningsområde är Bolivia. Inga underarter finns listade i Catalogue of Life.